# John Biscoe

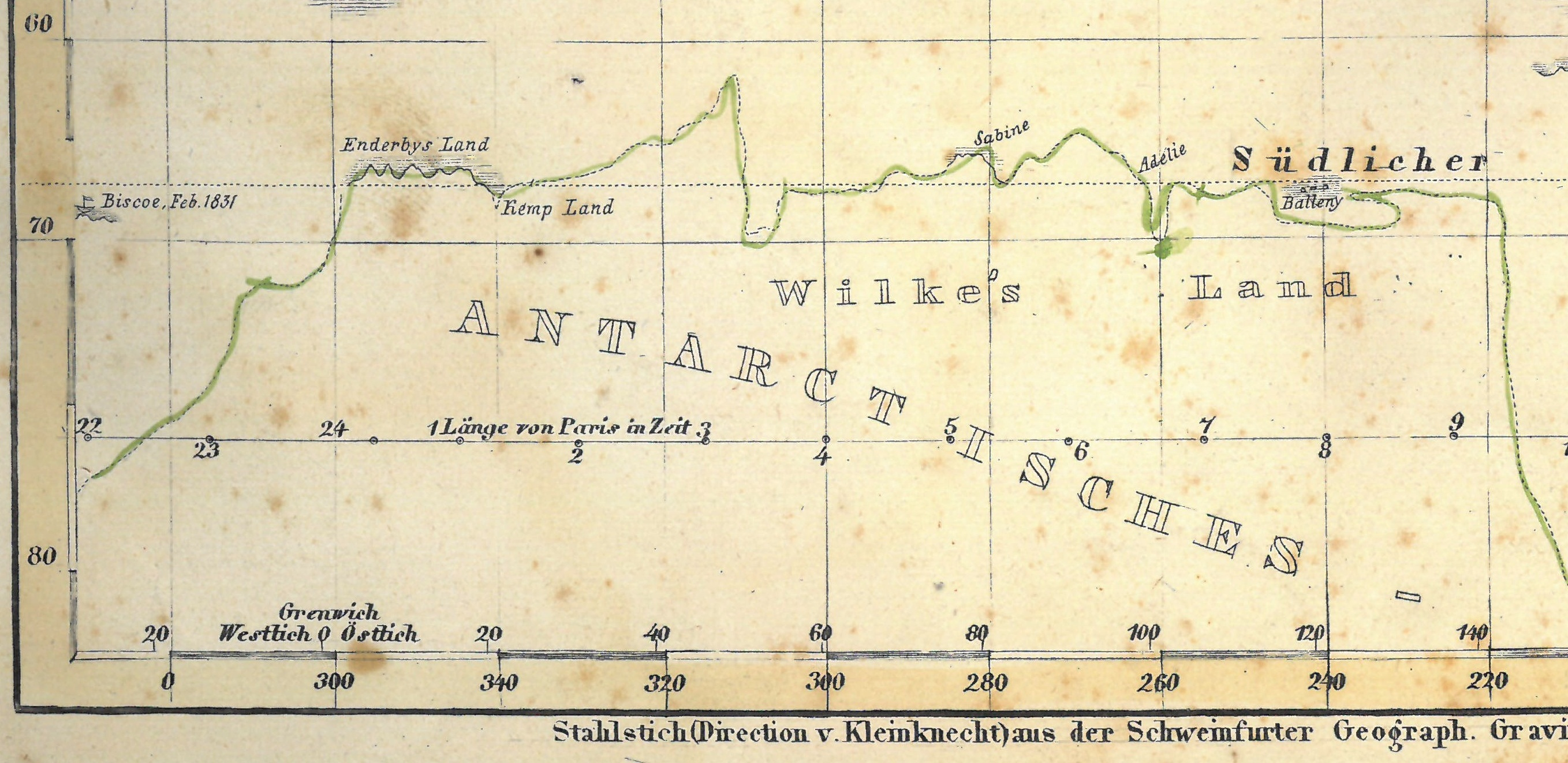
Kartenausschnitt einer Weltkarte von 1849, welche die Neuentdeckungen von John Biscoe auf dem antarktischen Kontinent zeigt

John Biscoe (* 28. Juni 1794 in London; † 1843 auf See) war ein englischer Seefahrer und Entdecker. Auf seiner Expedition ins Südpolarmeer von 1830 bis 1832 umsegelte er als dritter Mensch nach James Cook und Fabian von Bellingshausen den antarktischen Kontinent und entdeckte dabei das Enderbyland, das Grahamland und die Adelaide- und Biscoe-Inseln.

## Leben

### Frühe Jahre
Biscoe kam 1794 in London zur Welt. Mit 17 Jahren meldete er sich freiwillig zur Royal Navy und nahm am Britisch-Amerikanischen Krieg teil. 1815 schied er im Rang eines Kapitäns aus der Armee aus. Über seine folgenden Jahre bis 1830 ist nur wenig bekannt. Biscoe heuerte auf Handelsschiffen an, die ihn unter anderem in die Karibik führten.

### Expedition in die Antarktis
1830 wurde Biscoe von der Londoner Wal- und Robbenfanggesellschaft Samuel Enderby & Sons das Kommando über die 150-Tonnen-Brigg Tula übertragen. Die Ziele der Unternehmung bestanden zum einen darin, die in der Nähe von Südgeorgien vermuteten Aurora-Inseln zu finden, zum anderen, auf den Südlichen Sandwichinseln nach guten Jagdgründen für den Robbenfang Ausschau zu halten. Auf der Fahrt wurde die Tula vom 50-Tonnen-Kutter Lively begleitet. Am 10. Juli 1830 stachen die beiden Schiffe mit insgesamt 29 Mann Besatzung von London aus in See.
Man kam zunächst nur langsam voran. Am 21. Juli wurden die Kapverdischen Inseln erreicht, am 9. November schließlich die Falklandinseln. Dort desertierte der Kapitän der Lively, nachdem Biscoe ihm vorgehalten hatte, dass der Kutter nicht mit der Lively Schritt halten konnte. Nachdem die Vorräte aufgefüllt worden waren, ließ Biscoe einen Ostkurs setzen, und am 10. Dezember wurde der erste Eisberg gesichtet. In einem folgenden Nebel wurden die beiden Schiffe kurzzeitig getrennt. Nach einiger Irrfahrt gelang es schließlich, die Südlichen Sandwichinseln zu finden, die auf Biscoes Karte 50 Meilen östlich ihrer tatsächlichen Position eingetragen waren, und man begann dort mit der Robbenjagd. Dabei hatte man jedoch nur wenig Erfolg, so dass am 30. Dezember beide Schiffe die Inselgruppe mit Kurs Südost verließen.
Während der Fahrt machte Biscoe die für spätere Expeditionen bedeutsame Entdeckung, dass vor der antarktischen Küste der Wind hauptsächlich aus östlicher Richtung weht, was ihm selbst jedoch die Fahrt erschwerte. Am 22. Januar 1831 überquerte er den südlichen Polarkreis, bis er sechs Tage später bei 69° Süd und 10°43' Ost seine südlichste Position, 60 Meilen vor der Prinzessin-Astrid-Küste, erreichte. Dichtes Packeis machte nun eine Weiterfahrt nach Süden unmöglich.
Am 25. Februar kam schließlich Land in Sicht, und Biscoe machte mit dem Enderbyland seine erste Entdeckung. Drei Tage später entdeckte er eine Gebirgskette (die Scott Mountains) und benannte die drei höchsten Gipfel nach den Enderby-Brüdern Mount Charles, Mount George und Mount Henry. Am 5. März wurden beide Schiffe in einem Sturm getrennt, der die Tula 120 Meilen nach Nordwesten trieb und sie ernsthaft beschädigte. In der Hoffnung, der Sturm könnte auch das Packeis abgetrieben haben, setzte Biscoe erneut Südkurs, und am 16. März kam das Enderbyland erneut in Sicht. Das Packeis war jedoch genauso dicht wie zuvor, und es gelang in der Folgezeit nicht, einen geeigneten Landeplatz ausfindig zu machen. Da sich inzwischen Skorbut unter dem Großteil der Mannschaft ausgebreitet hatte, ließ Biscoe Nordkurs setzen. Am 9. Mai erreichte die Tula schließlich Hobart auf Tasmanien. Ihr Schwesterschiff, die Lively, traf erst im August in Hobart ein, da deren ursprünglich zehnköpfige Besatzung bis auf den Kapitän, einen Matrosen und den Schiffsjungen an Skorbut gestorben war.
Nach der nötigen Erholung setzte Biscoe die Fahrt am 10. Oktober fort. Zunächst ging man auf Walfang vor der Nordküste Neuseelands, und anschließend auf den Chatham-Inseln auf Robbenjagd. Am 22. Dezember wurden die Bounty-Inseln gesichtet. Nun setzte man Ostkurs in Richtung der Südlichen Shetlandinseln. Am 15. Februar 1832 wurde die Adelaide-Insel entdeckt. Nördlich der Insel entdeckte Biscoe einen Gebirgszug. Das Gebiet nannte er Grahamland, nach dem Admiral James Robert George Graham. Fünf Tage später ging er auf der Anvers-Insel an Land, um das Gebiet für die britische Krone in Besitz zu nehmen, in der irrigen Annahme, sich auf dem Festland zu befinden.
Am 5. März erreichte die Expedition schließlich die Südlichen Shetlandinseln. Da bisher nur bescheidene Jagderfolge erzielt worden waren, ließ Biscoe am 25. April Kurs auf die Falklandinseln setzen, um dort auf Wal- und Robbenjagd zu gehen. Der Erfolg blieb jedoch erneut aus, zudem wurde die Lively vor der Küste der Mackay’s-Insel schwer beschädigt, so dass sie aufgegeben werden musste. Schließlich entschloss sich Biscoe zur Heimfahrt. Auf einem Zwischenstopps in Brasilien desertiert beinahe die gesamte Mannschaft bis auf vier Matrosen und drei Schiffsjungen.

### Späte Jahre
Für seine Entdeckungen wurde Biscoe von der Royal Geographical Society mit der Royal Premium Medal ausgezeichnet. Noch 1833 bot ihm die Enderby-Gesellschaft die Durchführung einer weiteren, umfangreicheren Antarktisexpedition an, die Biscoe jedoch aus unbekannten Gründen ablehnte. In den folgenden Jahren segelte er auf Handelsschiffen in die Karibik. 1836 heiratete er Emma Crowe in London. Im Jahr darauf wanderte er mit seiner Familie nach Australien aus und ließ sich zunächst in Sydney, ab 1840 in Hobart nieder. 1838/39 unternahm er erneut eine Antarktisfahrt und traf dabei John Balleny auf Campbell Island. 1840 und 1841 fuhr er auf Passagier- und Handelsschiffen zwischen Sydney, Hobart und Port Phillip, verarmte jedoch zusehends und entschloss sich schließlich zur Rückkehr nach England. Während der Überfahrt im Jahre 1843 starb Biscoe. Ihm zu Ehren benannt sind in der Antarktis die Biscoe Bay, die Biscoe-Inseln, der Biscoe Point und der Mount Biscoe benannt.